# مذكرات توقيف من المحكمة الجنائية الدولية بحق شخصيات إسرائيلية
في 21 نوفمبر 2024، وبعد إجراء تحقيق حول جرائم الحرب وجرائم ضد الإنسانية، أصدرت المحكمة الجنائية الدولية مذكرات توقيف بحق مسؤولين إسرائيليين رفيعي المستوى هما بنيامين نتنياهو رئيس وزراء إسرائيل، ويوآف غالانت وزير الاحتلال الإسرائيلي السابق، بتهم ارتكاب جريمة الحرب المتمثلة في التجويع كوسيلة حرب، بالإضافة إلى جرائم ضد الإنسانية منها القتل العمد والاضطهاد وأفعال لاإنسانية أخرى خلال الحرب الفلسطينية الإسرائيلية. وكانت مذكرة التوقيف ضد نتنياهو هي الأولى التي تُصدر بحق رئيس حكومة لحليف رئيسي في العالم الغربي.
وبموجب هذه المذكرات، أصبحت الدول الـ 125 الأعضاء في المحكمة الجنائية الدولية، بما فيها فرنسا والمملكة المتحدة، ملزمة قانونًا باعتقال نتنياهو وغالانت في حال دخولهما أراضيها.  وبالتزامن مع ذلك، أصدرت المحكمة مذكرة توقيف مماثلة بحق القائد العسكري لحركة حماس، محمد الضيف، الذي كان قد أُعلن عن مقتله في غارة جوية إسرائيلية بتاريخ 13 يوليو 2024، دون أن يتأكد خبر وفاته في ذلك الوقت.  وبحلول شهر يناير من عام 2025، أكدت حركة حماس وفاة الضيف رسميًا، الأمر الذي دفع المحكمة الجنائية الدولية بعد بضعة أسابيع إلى إلغاء مذكرة التوقيف الصادرة بحقه.  ومن المحتمل أن تصدر المحكمة مذكرات توقيف إضافية بحق ضباط كبار آخرين في جيش الاحتلال الإسرائيلي متورطين في حرب غزة. 

## خلفية

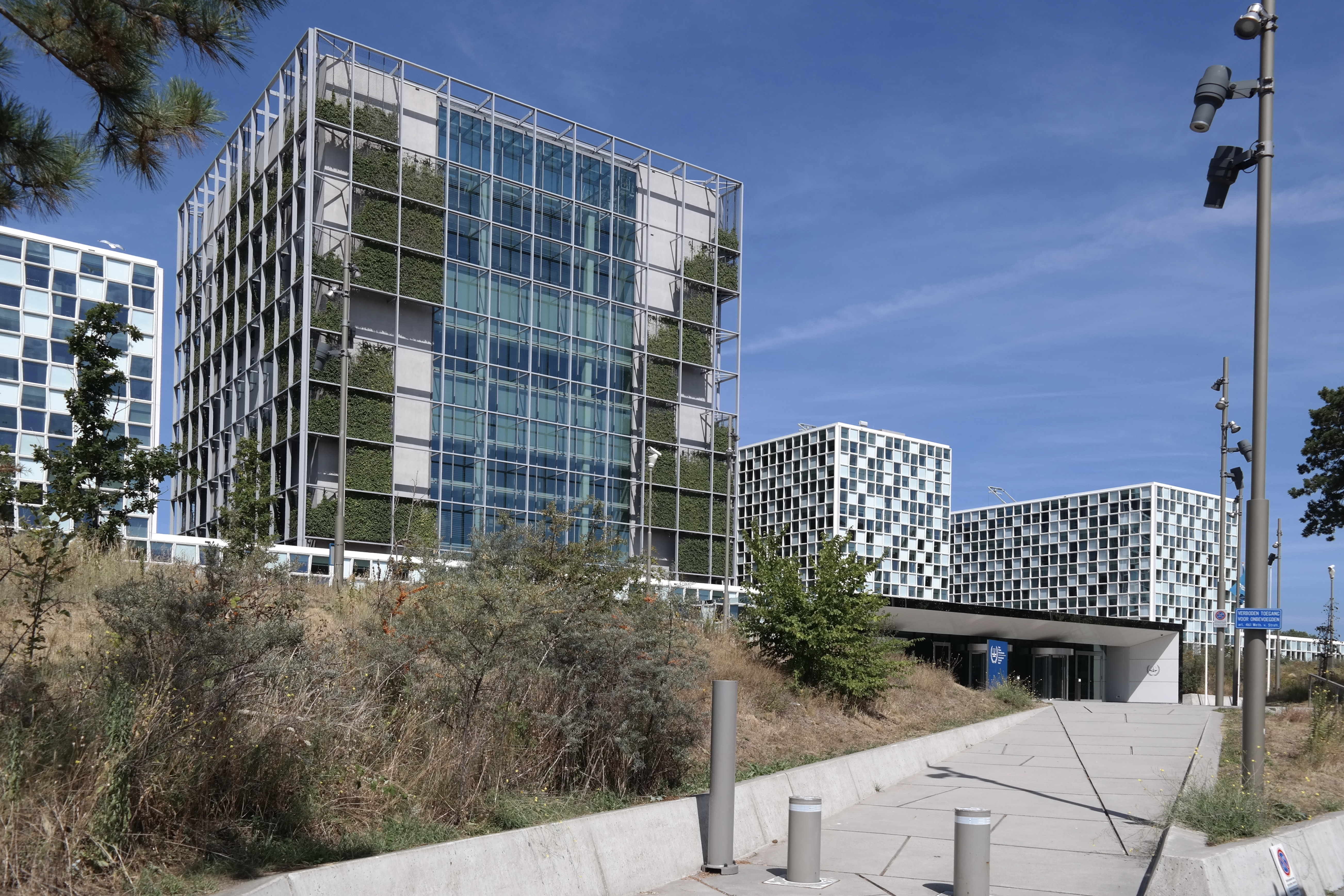
مباني المحكمة الجنائية الدولية في لاهاي، هولندا.

تأسست المحكمة الجنائية الدولية في عام 2002 بهدف المقاضاة على أخطر الجرائم التي تثير قلق المجتمع الدولي، وهي جرائم الحرب، والجرائم ضد الإنسانية، والإبادة الجماعية، وجريمة العدوان. وتتدخل المحكمة في الحالات التي تكون فيها الدول الأعضاء غير راغبة أو غير قادرة حقًا على إجراء المحاكمات اللازمة بنفسها. ويمتد اختصاصها القضائي ليشمل الجرائم التي يرتكبها مواطنو أي من الدول الأعضاء فيها، والبالغ عددها 124 دولة، أو تلك التي تُرتكب على أراضيها. وتشمل تحقيقاتها الحالية جرائم يُزعم ارتكابها في مناطق أخرى مثل أوكرانيا وأوغندا. وقد انضمت دولة فلسطين إلى عضوية المحكمة في عام 2015، مما أتاح للمدعي العام للمحكمة فتح تحقيقات في الجرائم المرتكبة على أراضيها، وذلك على الرغم من أن إسرائيل ليست دولة عضوًا ولا تعترف بالولاية القضائية للمحكمة. 
وبموجب نظام روما الأساسي، فإن جميع الدول الـ 124 الأعضاء في المحكمة ملزمة قانونًا باعتقال وتسليم أي شخص تصدر بحقه مذكرة توقيف سارية، وذلك في حال وجوده على أراضيها. ومع ذلك، فإن المحكمة لا تمتلك قوة شرطة خاصة بها أو آليات مباشرة لفرض عمليات الاعتقال، وتعتمد في ذلك على تعاون الدول. وفي حالات عدم التعاون، يمكنها إحالة الأمر إلى جمعية الدول الأطراف لاتخاذ إجراءات محتملة. 
وبتاريخ 20 ديسمبر 2019 أعلنت المدعية العامة للمحكمة الجنائية الدولية آنذاك، فاتو بنسودة، عن وجود أساس معقول للشروع في تحقيق بشأن جرائم حرب يُزعم ارتكابها في دولة فلسطين منذ 13 يونيو 2014، من قبل أفراد في الجيش الإسرائيلي أو من قبل أعضاء في حركة حماس والفصائل الفلسطينية المسلحة الأخرى.  وتشير تقارير إلى أنه منذ بدء الفحص الأولي في عام 2015، عمدت إسرائيل إلى استخدام أجهزتها الاستخباراتية لمراقبة كبار موظفي المحكمة الجنائية الدولية وممارسة الضغوط عليهم وتهديدهم. 

### حرب غزة
صرح المدعي العام للمحكمة الجنائية الدولية، كريم خان، في 12 أكتوبر 2023، بأن جرائم الحرب التي يرتكبها الفلسطينيون في الأراضي الإسرائيلية وتلك التي يرتكبها الإسرائيليون في الأراضي الفلسطينية خلال الحرب الفلسطينية الإسرائيلية (2023 – الآن)، تقع ضمن اختصاص تحقيق المحكمة الجنائية الدولية في فلسطين.  وفي 29 ديسمبر 2023، رفعت جنوب إفريقيا دعوى قضائية ضد إسرائيل أمام محكمة العدل الدولية، متهمةً إياها بأن ممارساتها في قطاع غزة يرقى إلى مستوى الإبادة الجماعية.  وفي أواخر أبريل 2024، أجرى موظفو المحكمة الجنائية الدولية مقابلات مع عاملين في المستشفيات الفلسطينية بقطاع غزة بشأن جرائم حرب محتملة. 

## مذكرات التوقيف
أعلن خان في 20 مايو 2024، أنه سيقدم طلبات لإصدار أوامر اعتقال بحق قادة حماس يحيى السنوار ومحمد الضيف وإسماعيل هنية، والقادة الإسرائيليين رئيس الوزراء بنيامين نتنياهو ووزير الدفاع يوآف غالانت.  وسُحِب طلب إصدار أمر الاعتقال بحق هنية عقب اغتياله في 31 يوليو 2024، والطلب بحق السنوار عقب مقتله في 16 أكتوبر 2024.  وصرح المدعي العام أنه يحاول التأكد من مقتل الضيف المزعوم في 13 يوليو 2024، وفي هذه الحالة سَيُسحَب طلب إصدار أمر الاعتقال.  وأُلغي أمر الاعتقال بحق الضيف في فبراير 2025، بعد أسابيع قليلة من تأكيد حركة حماس وفاته. 
في 21 نوفمبر 2024، أصدر قضاة الدائرة التمهيدية الأولى للمحكمة الجنائية الدولية، وهم نيكولا غيو (رئيسًا، فرنسا)، ورينيه ألابيني غانسو (بنين)، وبيتي هوهلر (سلوفينيا)،  أوامر اعتقال بناءً على طلب المدعي العام خان فيما يتعلق بـ "أنشطة الهيئات الحكومية الإسرائيلية والقوات المسلحة ضد السكان المدنيين في فلسطين، وتحديدًا المدنيين في غزة"  بحق بنيامين نتنياهو ويوآف غالانت ومحمد الضيف. 
وصرحت الدائرة التمهيدية الأولى بأنها وجدت أسبابًا معقولة للاعتقاد بأنه في الفترة الممتدة "من 8 أكتوبر 2023 على الأقل حتى 20 مايو 2024 على الأقل"، يتحمل نتنياهو وغالانت مسؤولية جنائية "بصفتهما شريكين في ارتكاب الأفعال بالاشتراك مع آخرين: جريمة الحرب المتمثلة في التجويع كأسلوب من أساليب الحرب؛ والجرائم ضد الإنسانية المتمثلة في القتل العمد والاضطهاد والأفعال اللاإنسانية الأخرى"، و"بصفتهما رئيسين مدنيين عن جريمة الحرب المتمثلة في تعمد توجيه هجوم ضد السكان المدنيين".  وأن الضيف يتحمل مسؤولية مباشرة ومسؤولية قيادية عن "الجرائم ضد الإنسانية المتمثلة في القتل العمد، والإبادة، والتعذيب، والاغتصاب وغيره من أشكال العنف الجنسي؛ بالإضافة إلى جرائم الحرب المتمثلة في القتل العمد، والمعاملة القاسية، والتعذيب، وأخذ الرهائن، والاعتداء على الكرامة الشخصية، والاغتصاب وغيره من أشكال العنف الجنسي". ووجدت الدائرة أسبابًا معقولة للاعتقاد بأن "الجرائم ضد الإنسانية كانت جزءًا من هجوم واسع النطاق وممنهج شنته حماس وجماعات مسلحة أخرى ضد السكان المدنيين في إسرائيل". 
ذكرت صحيفة الغارديان في 28 أبريل 2025 أن خان كان يستعد لطلب إصدار أوامر اعتقال بحق مشتبه بهم إسرائيليين إضافيين، نقلًا عن مسؤولين في المحكمة مطلعين على التحقيق لم تُكشف هويتهم. كما زعم التقرير أن قضاة المحكمة الجنائية الدولية أصدروا أمر حظر نشر يمنع خان من الكشف علنًا عن طلبه لأوامر الاعتقال.  ويُزعم أن أعضاءً في فريق خان هم من طلبوا أمر حظر النشر، لشعورهم بأن إعلاناته العلنية عن أوامر الاعتقال السابقة بحق نتنياهو وغالانت "انحرفت عن الممارسة المتبعة وشكلت ضغطًا على القضاة الذين يراجعون طلبات أوامر الاعتقال". 

### التجويع كسلاح حرب
شكل اتهام "استخدام التجويع كسلاح حرب" إحدى الركائز الأساسية في الدعاوى المرفوعة.  ويُعد استخدام التجويع كأسلوب من أساليب الحرب محظورًا بموجب مواثيق الأمم المتحدة والقانون الدولي.  وعلى الرغم من هذا الحظر، فقد تم توثيق استخدام هذا السلاح مؤخرًا في كل من قطاع غزة والسودان.  وفي سياق مشابه، اتهم مسؤولون في الحكومة الألمانية روسيا، في منتصف عام 2023، باستخدام الجوع كسلاح حرب أيضًا. 
وتستند هذه الاتهامات، في جزء منها، إلى تصريح علني أدلى به يوآف غالانت في أوائل أكتوبر 2023، عقب هجمات حماس على إسرائيل حيث قال: "لن تكون هناك كهرباء، ولا طعام، ولا وقود... إننا نحارب حيوانات بشرية وسنتصرف على هذا الأساس".  يُضاف إلى ذلك، أنه قبل أسابيع قليلة من صدور طلبات مذكرات التوقيف، كانت تقارير قد أفادت بوقوع أعمال نهب في المناطق التي يسيطر عليها جيش الاحتلال الإسرائيلي. 

## إمكانية تنفيذ أوامر الاعتقال

### زيارة بولندا في يناير 2025
في ديسمبر 2024 ويناير 2025، ناقش سياسيون بولنديون إمكانية زيارة نتنياهو لبولندا، وهي دولة طرف في نظام روما الأساسي، في 27 يناير، بمناسبة الذكرى الثمانين لتحرير معسكر اعتقال أوشفيتز. وفي 5 ديسمبر 2024، صرح نائب وزير الخارجية، أندريه شينا، خلال جلسة للجنة الشؤون الخارجية في السيم (البرلمان البولندي)، بأن بولندا ملزمة بالتعاون مع المحكمة الجنائية الدولية. وأضاف أن رؤساء الدول لا يتمتعون بأي حصانة في سياق المحكمة الجنائية الدولية. وفي 9 يناير 2025، طلب الرئيس البولندي أندريه دودا من الحكومة التي يقودها دونالد توسك حماية نتنياهو من الاعتقال في حال قرر حضور احتفالات الذكرى السنوية.  وفي اليوم نفسه، نشرت الحكومة قرارًا  ينص على أنها سوف "تضمن المشاركة الحرة والآمنة في الحفل لأعلى ممثلي دولة إسرائيل" البولندية: zapewni wolny i bezpieczny dostęp i udział w tych obchodach najwyższym przedstawicielom Państwa Izrael. وعلق موقع "أوكو.برس" الإخباري بأن قرار الحكومة لم يذكر نتنياهو بالاسم صراحةً.  وصرح رئيس الوزراء دونالد توسك لوسائل الإعلام بتفسيره للقرار، والذي يفيد بأنه لن يُحتجز أي ممثل إسرائيلي يقوم بالزيارة، سواء كان "رئيس الوزراء" أو قائدًا آخر. 
في رد له، أوضح متحدث باسم المحكمة الجنائية الدولية أن تنفيذ قرارات المحكمة يُعد التزامًا قانونيًا واجبًا على الدول الأطراف، سواء تجاه المحكمة ذاتها أو تجاه الدول الأطراف الأخرى. وأضاف المتحدث أنه بإمكان الدول التي تساورها مخاوف بشأن التزاماتها أن تتشاور مع المحكمة، إلا أنه لا يجوز لها أن تقرر بشكل منفرد مدى صحة القرارات القانونية الصادرة عن المحكمة.  وفي هذا السياق، أكد خبراء القانون كارولينا فيرتشينسكا، وبيوتر هوفمانسكي، وعمر بارتوف، على وجوب اعتقال نتنياهو في حال زيارته لبولندا.  من جهته، صرح توماش تريلا، وهو عضو في مجلس النواب البولندي، بأنه سيتعين اعتقال نتنياهو "فورًا" في اللحظة التي يعبر فيها الحدود البولندية. ويُذكر أنه بموجب القانون البولندي، يتمتع نظام روما الأساسي للمحكمة الجنائية الدولية، بصفته التزامًا تعاهديًا دوليًا، بأسبقية قانونية على قرارات مجلس الوزراء. 
ويحدد الفصل 66(هـ) من قانون الإجراءات الجنائية البولندي (الصادر عام 1997)، والذي يرتبط بقانون العقوبات في البلاد، الإجراءات المتبعة للتعامل مع أي شخص مطلوب للمحكمة الجنائية الدولية.  ووفقًا للخبيره القانونية هانا كوتشينسكا، فإنه في حال وصول شخص مطلوب للمحكمة إلى بولندا عبر مطار كراكوف الدولي، يتعين على وزير العدل أن يطلب من المدعي العام إصدار أمر للشرطة باحتجاز ذلك الشخص وتقديمه إلى محكمة مقاطعة كراكوف. وتتولى هذه المحكمة بعد ذلك البت في مسألة تسليم الشخص المطلوب إلى لاهاي. ويكون قرار محكمة المقاطعة في هذا الشأن مقيدًا بشكل صارم بأحكام نظام روما الأساسي. 
أرسل المركز الدولي للعدالة من أجل الفلسطينيين رسائل إلى السلطات البولندية، أوضح فيها أنه "سيتخذ إجراءات قانونية فورية وحازمة في المحاكم البولندية" في حال عدم الوفاء بالالتزامات القانونية البولندية بموجب نظام روما الأساسي. كما أوضح المركز وجهة نظره بأن "أي محاولة من جانب السلطة التنفيذية لاستباق الإجراءات القضائية أو عرقلتها ستمثل انتهاكًا خطيرًا لسيادة القانون [البولندي]". 

### زيارة المجر في أبريل 2025
وصل نتنياهو إلى المجر في 3 أبريل 2025. وكان رئيس الوزراء المجري فيكتور أوربان قد دعا نتنياهو في وقت سابق لزيارة المجر، بعد وقت قصير من صدور أمر الاعتقال، مصرحًا بأن الأمر "لن يكون له أي تأثير" في المجر.  وقبيل الزيارة، صرحت منظمة العفو الدولية بأن السلطات المجرية ستكون ملزمة باعتقال نتنياهو وتسليمه إلى المحكمة الجنائية الدولية إذا قام بزيارته.  وصرحت مؤسسة هند رجب (HRF) بأنها ستدعو إلى إصدار أوامر قضائية لمنع نتنياهو من التحليق عبر المجال الجوي للدول الأوروبية الأطراف في نظام روما الأساسي، وأنها تنسق مع فرق قانونية لبدء إجراءات اعتقال نتنياهو في حال هبط أو مر عبر تلك الدول. وأضافت المؤسسة أنها ستطلب من المدعي العام في المجر بدء إجراءات اعتقال ضد نتنياهو وفقًا لإجراءات القانون الجنائي المجري التي تلزم السلطات المجرية باعتقال الهاربين من المحكمة الجنائية الدولية ونقلهم إلى عهدتها. 
وأثناء زيارة نتنياهو، أعلن رئيس الوزراء أوربان أن المجر تعتزم الانسحاب من المحكمة الجنائية الدولية.  ووفقًا لأحكام نظام روما الأساسي للمحكمة الجنائية الدولية، يتوجب على المجر لإتمام الانسحاب أن تخطر الأمين العام للأمم المتحدة رسميًا، على أن يصبح الانسحاب نافذًا بعد مرور عام كامل. وعليه، فإن هذا الإعلان لا يعفي المجر من التزامها القائم باعتقال نتنياهو خلال تلك الفترة. 
وبتاريخ 3 أبريل، تقدم المركز الدولي للعدالة للفلسطينيين [الإنجليزية] بشكوى رسمية لدى وزير العدل المجري. وأكد المركز في شكواه أن السلطات المجرية ملزمة باعتقال نتنياهو، وذلك تماشيًا مع التزاماتها كدولة طرف في نظام روما الأساسي، وتحديدًا بموجب المادة 86 من النظام التي تفرض عليها واجب التعاون الكامل مع المحكمة الجنائية الدولية. 

## التحليل القانوني والتعليقات
وصف أستاذ القانون الدولي في جامعة تل أبيب، إيلاف ليبلخ، قرار المحكمة بأنه "التطور القانوني الأكثر دراماتيكية في تاريخ إسرائيل". وأوضح في معرض رأيه أن جميع الدول الـ 124 الأطراف في نظام روما الأساسي، بما في ذلك "معظم أقرب حلفاء إسرائيل"، ملزمة قانونًا باعتقال نتنياهو وغالانت في حال تواجدهما على أراضيها.  وفي تصريح لصحيفة دير تاجسشبيجل الألمانية، أكد أستاذا القانون الدولي، ماتياس غولدمان وكاي أمبوس، أن ألمانيا ملزمة قانونًا بتنفيذ مذكرات التوقيف. 
من جهة أخرى، اعتبر محامي الدفاع الأمريكي والأستاذ الجامعي آلان ديرشويتز أن قرار المحكمة الجنائية الدولية قد "شوّه" سيادة القانون.  كما أدان ما وصفه بـ"التهم الملفقة"، معلنًا عن عزمه تشكيل فريق من كبار المحامين للدفاع عن القادة الإسرائيليين في لاهاي.  بدوره، انتقد محامي حقوق الإنسان الكندي ووزير العدل السابق، إروين كوتلر، النهج الذي اتبعه المدعي العام للمحكمة الجنائية الدولية، كريم خان، تجاه القادة الإسرائيليين. وأكد كوتلر أن خان انتهك مبدأ التكاملية بإصداره مذكرات توقيف بحقهم، في حين أنه أبدى تساهلًا مع الزعيم الفنزويلي نيكولاس مادورو. 
وفي مقال تحليلي، انتقدت "مجلة حفظ السلام الدولية" المحكمة الجنائية الدولية لعدم إدراجها جريمة التهجير القسري ضمن لائحة الاتهام الموجهة ضد القادة الإسرائيليين. 
وخلال عام 2024، واجه المدعي العام للمحكمة الجنائية الدولية، كريم خان، مزاعم تتعلق بسوء السلوك الجنسي.  وقد نفى خان هذه المزاعم بشدة، واصفًا إياها بأنها جزء من حملة تشهير تستهدفه بالتزامن مع تحقيقات المحكمة بشأن إسرائيل.  وعلى إثر هذه المزاعم، فتحت المحكمة الجنائية الدولية تحقيقًا خارجيًا في شهر نوفمبر،  مما أدى إلى تنحي خان عن منصبه بشكل مؤقت في مايو 2025. 

## ردود الفعل

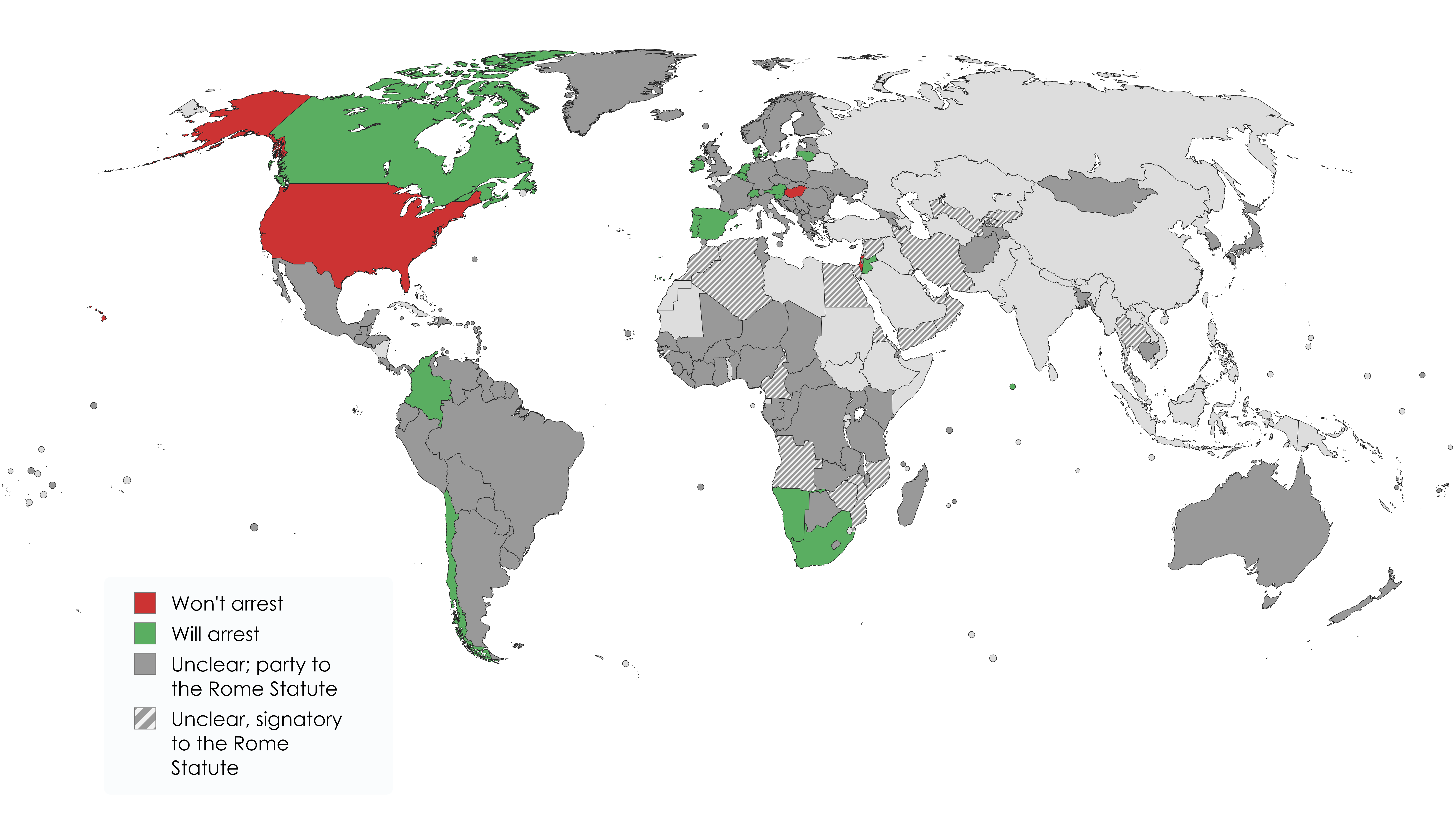
خريطة عالمية للدول التي أصدرت بيانات بشأن مذكرة توقيف المحكمة الجنائية الدولية بحق بنيامين نتنياهو:
لن يُعتقل
سيُعتقل
غير واضح؛ طرف في نظام روما الأساسي
مخطط: غير واضح؛ مُوقّع على نظام روما الأساسي

### الحكومات

#### محلية
- إسرائيل: وصف مكتب رئيس الوزراء الإسرائيلي مذكرات التوقيف الصادرة عن المحكمة الجنائية الدولية بحق نتنياهو بأنها معادية للسامية وقارنها بقضية دريفوس.[72] كما أدان زعيم المعارضة الإسرائيلية يائير لبيد قرار المحكمة الجنائية الدولية.[73] وزعم وزير الخارجية يسرائيل كاتس أن "المحكمة الجنائية الدولية فقدت شرعيتها". [74] وقال رئيس لجنة الخارجية والدفاع في الكنيست يولي أدلشتين إنها "قرار مخز من هيئة سياسية أسيرة للمصالح الإسلامية". [74]
- حماس: رحب عضو المكتب السياسي لحركة حماس باسم نعيم بقرار المحكمة الجنائية الدولية إصدار مذكرات توقيف بحق نتنياهو وغالانت واصفًا ذلك بأنه "خطوة مهمة نحو العدالة"، ودعا المحكمة إلى توسيع نطاق تحقيقاتها لتشمل مسؤولين إسرائيليين آخرين.[10] ولم تُعلق حماس على المذكرة الصادرة بحق محمد الضيف.[73][10][74]
- السلطة الفلسطينية: أشادت السلطة الفلسطينية بقرار المحكمة الجنائية الدولية، واعتبرت أنه "يعيد الأمل والثقة في القانون الدولي ومؤسساته، وفي أهمية العدالة والمساءلة وملاحقة مجرمي الحرب".[75]

عقب الاتهامات الإسرائيلية حول حيادية القاضية بيتي هولر، ردت المحكمة الجنائية الدولية بأن هولر لم تكن لديها أي مشاركة سابقة في التحقيقات المتعلقة بفلسطين أثناء عملها في مكتب المدعي العام.  وأضافت هولر أنها "لم تصل إلى أي وثائق أو أدلة أو ملفات سرية تتعلق بالمسألة". 

#### دولية
- الاتحاد الأوروبي: دعا مسؤول السياسة الخارجية جوزيب بوريل جميع الدول الأعضاء في الاتحاد الأوروبي إلى احترام وتنفيذ قرار المحكمة الجنائية الدولية، مجادلًا بأن قرار المحكمة الجنائية الدولية لم يكن سياسيًا. [77]
- آيسلندا: صرحت وزيرة الخارجية ثورديس كولبرون ر. غيلفادوتير أن آيسلندا تحترم قرار المحكمة الجنائية الدولية. [78]
- أستراليا: صرحت وزيرة الخارجية بيني وونغ في منشور على منصة X بأن الحكومة الأسترالية "تحترم استقلالية المحكمة الجنائية الدولية ودورها المهم في دعم القانون الدولي". [79]
- ألمانيا: ذكر متحدث باسم الحكومة أن ألمانيا ستُجري "فحصًا دقيقًا" لمذكرات الاعتقال الصادرة بحق نتنياهو وغالانت، لكن لن تُتخذ خطوات إضافية إلا عند زيارة أي منهما للبلاد. [77] كما قال المتحدث إن ألمانيا تُعد "أكبر الداعمين" للمحكمة الجنائية الدولية، لكنه أشار أيضًا إلى العلاقة الوثيقة بين ألمانيا وإسرائيل. [77] صرح فريدرش ميرتس، مستشار ألمانيا منذ مايو 2025، بعد انتخابات البلاد في وقت سابق من العام نفسه، أنه سيجد "سبلًا ووسائل" لتمكين نتنياهو من زيارة ألمانيا دون المخاطرة بالاعتقال. [80] في مايو، غيّر ميرتس لهجته، قائلًا إنه لم يعد يفهم سياسة إسرائيل في غزة. [81]
- إسبانيا: أكدت وزارة الخارجية الإسبانية احترامها لقرار المحكمة الجنائية الدولية مؤكدة أن البلاد "ستلتزم بتعهداتها والتزاماتها بموجب نظام روما الأساسي والقانون الدولي."[82]
- إستونيا: أقر وزير الخارجية مارغوس تساخنا بمذكرات الاعتقال والتزامات إستونيا كدولة طرف في المحكمة الجنائية الدولية، لكنه أعرب أيضًا عن شكوكه في أن الأمر سيسهم في "سلام دائم في الشرق الأوسط". [83]
- إندونيسيا: أيدت وزارة الخارجية مذكرة الاعتقال كخطوة مهمة لتحقيق "العدالة لجرائم ضد الإنسانية وجرائم الحرب في فلسطين"، مؤكدة كذلك أن المذكرات "يجب أن تُنفذ" وفقًا للقانون الدولي. [84]
- إيرلندا: وصف رئيس الوزراء سيمون هاريس مذكرات التوقيف بأنها "خطوة ذات أهمية كبيرة"، مع تأكيد احترام إيرلندا للمحكمة الجنائية الدولية ودعوة جميع الأطراف القادرة على المساعدة في عمل المحكمة إلى القيام بذلك "بسرعة".[11]
- إيران: قال قائد الحرس الثوري الإيراني الجنرال حسين سلامي: "هذا يعني النهاية والموت السياسي للكيان الصهيوني، وهو كيان يعيش اليوم في عزلة سياسية مطلقة في العالم ولم يعد بإمكان مسؤوليه السفر إلى دول أخرى". [85] وذكر المرشد الأعلى آية الله علي خامنئي لاحقًا رأيه بأن قضية جرائم الحرب ضد نتنياهو وغالانت غير كافية، وأن "حكم الإعدام يجب أن يصدر بحق هؤلاء القادة المجرمين". [86]
- إيطاليا: قال وزير الخارجية أنتونيو تاجاني إن إيطاليا تدعم المحكمة الجنائية الدولية، وإنها ستتشاور مع الحلفاء حول كيفية تفسير القرار والتصرف. [77] وبشكل منفصل، قال وزير الدفاع غيدو كروسيتو إنه إذا "زار نتنياهو وغالانت إيطاليا، فسيتعين علينا اعتقالهما". [87] في 15 يناير 2025، ووفقًا لمصدر مجهول في اجتماع لوزيري الخارجية والعدل الإيطاليين مع وزير الخارجية الإسرائيلي، صرح الوزراء الإيطاليون بأن نتنياهو لن يُعتقل إذا زار إيطاليا. [88][11]
- الأرجنتين: صرح الرئيس خافيير مايلي بأن الأرجنتين تعلن رفضها لقرار المحكمة الجنائية الدولية، واعتبر مذكرة التوقيف "تتجاهل حق إسرائيل المشروع في الدفاع عن نفسها".[89]
- الأردن: أكد وزير الخارجية الأردني أيمن الصفدي أن قرار المحكمة يجب احترامه وتنفيذه، مشيرًا إلى أن "الفلسطينيين يستحقون العدالة".[11]
- البرتغال: أكد وزير الخارجية باولو رانغيل أن البرتغال ستلتزم بالتزاماتها الدولية "إذا نشأ هذا السؤال" فيما يتعلق بإنفاذ مذكرات الاعتقال الصادرة عن المحكمة الجنائية الدولية بحق نتنياهو وغالانت. [90][91]
- التشيك: وصف رئيس الوزراء بيتر فيالا الأمر بأنه "مؤسف" وقال إنه "يقوض سلطة" المحكمة الجنائية الدولية في قضايا أخرى. [92] وذكر المتحدث باسم وزارة الخارجية دانيال درايك أن البلاد "تراقب وستراقب" التزاماتها القانونية الدولية، وأن السلطات القانونية التشيكية ستقرر بشأن تنفيذ مذكرات الاعتقال. [92]
- الجزائر: أصدرت وزارة الخارجية بيانًا بخصوص الإسرائيليين جاء فيه أن "هذا الإجراء، الذي طالما دعت إليه الجزائر عبر الرئيس عبد المجيد تبون، يمثل خطوة مهمة نحو إنهاء عقود من الإفلات من العقاب". [93]
- الدنمارك: صرّح وزير الخارجية لارس لوكه راسموسن لوسائل الإعلام أن الدنمارك "داعم قوي" للمحكمة الجنائية الدولية واستقلالها، وأن البلاد "بطبيعة الحال" ستلتزم بالتزاماتها بموجب القانون الدولي. [94]
- السنغال: في 31 يناير 2025، كانت السنغال من بين الدول المؤسسة لمجموعة لاهاي، وهي تحالف يضم تسع دول تشكلت للدفاع عن القانون الدولي فيما يتعلق بإسرائيل وفلسطين. [95] وتعهدت الدول على وجه التحديد "بالوفاء بالتزاماتها بموجب نظام روما الأساسي فيما يتعلق بالمذكرات الصادرة في 21 نوفمبر 2024" ضد غالانت ونتنياهو، وكذلك منع مبيعات الأسلحة إلى إسرائيل. [95]
- السويد: صرحت وزيرة الخارجية ماريا مالمر ستينرجارد بأن بلادها والاتحاد الأوروبي "يدعمان المحكمة ويحميان استقلالها ونزاهتها" مضيفة أن السلطات القانونية السويدية ستقرر بشأن اعتقال الأشخاص المطلوبين بموجب مذكرات المحكمة الجنائية الدولية.[11]
- العراق: عبر المتحدث باسم الحكومة باسم العوادي عن دعم العراق لمذكرات الاعتقال بحق نتنياهو وغالانت، واصفًا قرار المحكمة الجنائية الدولية بأنه "شجاع وعادل". [96]
- المجر: أعلن رئيس الوزراء المجري، فيكتور أوربان، رفضه القاطع لتنفيذ مذكرات التوقيف، [97] واصفًا إياها بأنها "وقحة وتبعث على السخرية"، ومتهمًا المحكمة الجنائية الدولية بإصدارها "لأغراض سياسية". [77] كما وجه دعوة إلى نتنياهو لزيارة المجر، في خطوة اعتُبرت تحديًا واضحًا لمذكرة التوقيف. [77] بدوره، استنكر وزير الخارجية المجري، بيتر سيارتو، قرار المحكمة الجنائية الدولية، ووصفه بأنه "مخزٍ وسخيف". [77] وبالفعل، قام نتنياهو بزيارة رسمية إلى المجر في أبريل 2025، دون أن يتم اعتقاله. وخلال هذه الزيارة، أعلن رئيس الوزراء أوربان عن نية بلاده الانسحاب من المحكمة الجنائية الدولية، معللًا ذلك بقرار إصدار مذكرات التوقيف. [98] وقد أثارت هذه الخطوات انتقادات دولية واسعة. وفي هذا الصدد، أكد متحدث باسم المحكمة الجنائية الدولية أن المجر كانت لا تزال ملزمة قانونًا بالتعاون مع المحكمة وقت الزيارة. [98] وعلى إثر ذلك، فتحت المحكمة لاحقًا تحقيقًا بحق المجر لعدم امتثالها لالتزاماتها المتمثلة في اعتقال نتنياهو. [99]
- المملكة المتحدة: أكد المتحدث الرسمي باسم رئيس الوزراء البريطاني، كير ستارمر، أن حكومة المملكة المتحدة تحترم استقلالية المحكمة الجنائية الدولية، موضحًا أن بنيامين نتنياهو سيواجه الاعتقال في حال دخوله أراضي المملكة المتحدة. [100][101][102] وقد حظي قرار المحكمة الجنائية الدولية بتأييد نواب من حزب العمال الحاكم، إلى جانب شخصيات معارضة بارزة مثل زعيم حزب الديمقراطيون الليبراليون، إد دافي، والنائب جيريمي كوربين. ودعا بعضهم أيضًا إلى فرض عقوبات أو تطبيق وقف لإطلاق النار. [103] وفي المقابل، حث حزب المحافظين، الذي يمثل المعارضة الرئيسية في البلاد، رئيس الوزراء ستارمر على إدانة مذكرات التوقيف، واصفًا إياها بأنها "مثيرة للقلق والاستفزاز". [104]
- النرويج: صرّح وزير الخارجية إسبن بارث إيدي قائلاً: "من المهم أن تنفذ المحكمة الجنائية الدولية ولايتها بطريقة منهجية. أثق أن المحكمة ستتابع القضية وفق أعلى معايير المحاكمة العادلة".[11] أكد وزير الدولة أندرياس كرافيك لاحقًا لوسائل الإعلام أنه إذا دخل نتنياهو أو أي شخص آخر خاضع لمذكرة اعتقال من المحكمة الجنائية الدولية النرويج، فإن البلاد "ستعتقل وتسلم الشخص المعني." [105]
- النمسا: وصف وزير الخارجية ألكسندر شالنبيرغ مذكرة التوقيف الصادرة عن المحكمة الجنائية الدولية بأنها "غير مفهومة وسخيفة" ومع ذلك أكدت وزارته أن النمسا، بصفتها جزءًا في نظام روما الأساسي، ملتزمة بتنفيذ مذكرات التوقيف.[11][77]
- الولايات المتحدة: صرحت البيت الأبيض أن الولايات المتحدة "ترفض" قرار المحكمة الجنائية الدولية بإصدار مذكرات التوقيف، وأكدت أن "المحكمة لا تملك الاختصاص في هذه القضية".[11] وصف الرئيس جو بايدن مذكرة الاعتقال الصادرة بحق نتنياهو بأنها "شنيعة". [106] وفي يناير 2025 أقر مجلس النواب الأمريكي مشروع قانون بفرض عقوبات على المحكمة الجنائية الدولية احتجاجًا على مذكرات الاعتقال الصادرة بحق نتنياهو وغالانت. [107][108]

وصف السيناتور ليندسي غراهام المحكمة الجنائية الدولية بأنها "مهزلة خطيرة"،  وطالب بفرض عقوبات عليها بموجب مشروع قانون كان قد طُرح بالفعل. كما وجه دعوة عبر وسائل التواصل الاجتماعي إلى زعيم الأغلبية في مجلس الشيوخ، تشاك شومر، قائلًا إن "الكونغرس بحاجة إلى تمرير التشريع الذي أقره مجلس النواب بفرض عقوبات على المحكمة ردًا على هذا العمل المشين، وعلى الرئيس بايدن أن يوقعه ليصبح قانونًا". من جانبه، أضاف عضو مجلس النواب مايكل والتز أن "المحكمة الجنائية الدولية تفتقر إلى أي مصداقية، وقد فندت الإدارة الأمريكية هذه الادعاءات". بينما دعا السيناتور توم كوتون إلى التلويح باستخدام القوة العسكرية، استنادًا إلى القانون الأمريكي المعروف بـ "قانون حماية أفراد الخدمة الأمريكية"، الذي يجيز استخدام "كافة الوسائل الضرورية والمناسبة". وعلى صعيد الحزب الديمقراطي، كتب السيناتور جون فيترمان على وسائل التواصل الاجتماعي أن المحكمة الجنائية الدولية "لا تملك أي سند قانوني، أو أهمية، أو صلاحية. فلتذهب إلى الجحيم". ومن بين زملائه الديمقراطيين، اتهم عضو مجلس النواب جاريد موسكوفيتز المحكمة الجنائية الدولية بـ"ازدواجية المعايير المعادية للسامية". فيما طالبت السيناتورة جاكي روسن الرئيس بايدن "باستخدام صلاحياته للرد بسرعة على هذا التجاوز". بدوره، اتهم عضو مجلس النواب ريتشي توريس المحكمة بـ"تجريم الدفاع عن النفس".
من جهتها، اعتبرت عضو مجلس النواب، رشيدة طليب، أن "قرار المحكمة الجنائية الدولية الذي طال انتظاره بإصدار مذكرات توقيف بحق نتنياهو وغالانت لارتكابهما جرائم حرب وجرائم ضد الإنسانية، هو مؤشر على أن أيام حكومة الفصل العنصري الإسرائيلية التي تعمل في ظل الإفلات من العقاب تقترب من نهايتها".  بدوره، أعرب السيناتور بيرني ساندرز عن دعمه لمذكرات التوقيف، واصفًا الاتهامات التي وجهتها المحكمة الجنائية الدولية بأنها "راسخة الأسس"، ومحذرًا من أنه "إذا لم يلتزم العالم بالقانون الدولي، فإننا سننزلق إلى مزيد من الوحشية".  وفي خطوة لافتة، أكد عمدة مدينة ديربورن، عبد الله حمود، أنه سيلتزم بقرار المحكمة الجنائية الدولية، وأن الشرطة المحلية ستقوم باعتقال نتنياهو في حال دخوله المدينة، وذلك على الرغم من أن الولايات المتحدة ليست دولة طرفًا في المحكمة.  وبتاريخ فبراير 2025، أصدرت الإدارة الثانية للرئيس دونالد ترامب أمرًا تنفيذيًا يفرض عقوبات على موظفي المحكمة الجنائية الدولية، تشمل تجميد الأصول وحظر السفر.  وجاء هذا الأمر التنفيذي في أعقاب فشل الكونغرس في تمرير تشريع يفرض عقوبات على المحكمة الجنائية الدولية، ردًا على مذكرة التوقيف الصادرة بحق بنيامين نتنياهو. 
- اليونان: أعرب المتحدث باسم الحكومة اليونانية، بافلوس ماريناكيس، عن استياء أثينا من مذكرات التوقيف الصادرة بحق نتنياهو وغالانت، معتبرًا أن قرار المحكمة الجنائية الدولية "لن يحل أي مشكلة". [115] وعند سؤاله عما إذا كانت اليونان ستفي بالتزاماتها بموجب نظام روما الأساسي وتنفذ المذكرات في حال دخول المسؤولين المذكورين أراضيها، امتنع ماريناكيس عن تقديم إجابة مباشرة. [116]
- باراغواي: في بيان صحفي، أعربت وزارة خارجية باراغواي عن "أسفها" لصدور مذكرات التوقيف بحق نتنياهو وغالانت، مضيفة أن حكومة البلاد "ترفض بشدة" ما اعتبرته "توظيفًا سياسيًا للقانون الدولي". [117]
- بلجيكا: أعلنت وزارة الخارجية البلجيكية أنها "تدعم بالكامل" القانون الدولي، مؤكدة أنها "ستمتثل" لمذكرات التوقيف. [118] لكن في أبريل 2025، صرح رئيس الوزراء، بارت دي ويفر، بأنه يستبعد أن تقدم بلاده على اعتقال نتنياهو في حال تواجده على أراضيها، مشيرًا في ذلك إلى ما سماه الواقعية السياسية. وقد أثار هذا التصريح انتقادات واسعة من جانب العديد من سياسيي المعارضة وجماعات حقوق الإنسان. [119]
- بلغاريا: أعربت وزارة الخارجية البلغارية عن دعمها "لاستقلال المحكمة الجنائية الدولية ونزاهتها وموضوعيتها"، لكنها اعتبرت في الوقت ذاته أن مذكرات التوقيف لا تميز بين إسرائيل وحركة حماس. [120]
- بليز: في الحادي والثلاثين من يناير لعام 2025، انضمت بليز إلى ثماني دول أخرى لتؤسس مجموعة لاهاي، وهو تحالف يهدف إلى الدفاع عن القانون الدولي في سياق الصراع الإسرائيلي الفلسطيني. [95] وقد التزمت الدول الأعضاء في هذا التحالف بالوفاء بتعهداتها المنبثقة عن نظام روما الأساسي، خاصة فيما يتعلق بمذكرات الاعتقال الصادرة بتاريخ 21 نوفمبر 2024 بحق كل من يوآف غالانت وبنيامين نتنياهو، فضلًا عن التعهد بحظر مبيعات الأسلحة إلى إسرائيل. [95]
- بنغلاديش: في بيان صدر بالتزامن مع دورة لجمعية الدول الأطراف في نظام روما الأساسي للمحكمة الجنائية الدولية في ديسمبر 2024، كتبت سفارة بنغلاديش لدى هولندا أن "بنغلاديش ترحب بإصدار مذكرات الاعتقال" ضد نتنياهو وغالانت. [121]
- بولندا: في ديسمبر 2024، صرح نائب وزير الخارجية ولاديسواف بارتوشيفسكي لوسائل الإعلام أنه إذا دخل نتنياهو بولندا، فسيُعتقل وفقًا لالتزامات البلاد تجاه المحكمة الجنائية الدولية، مما يجعل حضور نتنياهو في الذكرى الثمانين القادمة لتحرير أوشفيتز أمرًا غير مرجح. [122] في يناير 2025، غيرت الحكومة البولندية موقفها، حيث فسر رئيس الوزراء دونالد توسك قرار الحكومة على أنه يعني أن نتنياهو لن يُحتجز إذا زار خلال الذكرى السنوية، على الرغم من مذكرة التوقيف. [54]
- بوليفيا: صرحت وزيرة الخارجية سيليندا سوسا بأن بوليفيا ترحب بالقرار، الذي وصفته بأنه "دليل دامغ إضافي على الإبادة الجماعية ضد الشعب الفلسطيني". [123] في 31 يناير 2025، كانت بوليفيا من بين الدول المؤسسة لمجموعة لاهاي، وهي تحالف يضم تسع دول تشكلت للدفاع عن القانون الدولي فيما يتعلق بإسرائيل وفلسطين. [95] وتعهدت الدول على وجه التحديد "بالوفاء بالتزاماتها بموجب نظام روما الأساسي فيما يتعلق بالمذكرات الصادرة في 21 نوفمبر 2024" ضد غالانت ونتنياهو، وكذلك منع مبيعات الأسلحة إلى إسرائيل. [95]
- تركيا: صرح الرئيس رجب طيب أردوغان بدعمه لمذكرات الاعتقال الصادرة عن المحكمة الجنائية الدولية بحق نتنياهو وغالانت، ودعا الدول الأعضاء في المحكمة الجنائية الدولية البالغ عددها 124 دولة إلى اعتقالهما. [124]

وصف وزير الخارجية هاكان فيدان مذكرة التوقيف بأنها "مشجعة" وخطوة حاسمة نحو محاسبة السلطات الإسرائيلية على "إبادة الفلسطينيين"، مضيفًا: "سنواصل العمل لضمان تنفيذ القانون الدولي لمعاقبة الإبادة الجماعية".
- تشيلي: في بيان، كتبت وزارة الخارجية أنها تدعم عمل المحكمة الجنائية الدولية وتأمل أن "تتعاون جميع الدول مع تحقيقاتها وقراراتها"، بينما دعت جميع الأطراف في النزاع إلى "وضع حد للانتهاكات الخطيرة للقانون الإنساني الدولي وحقوق الإنسان". [125]
- جنوب إفريقيا: رحبت جنوب إفريقيا بقرار المحكمة الجنائية الدولية ووصفته بأنه "خطوة مهمة نحو العدالة لجرائم ضد الإنسانية وجرائم حرب في فلسطين". [77] في 31 يناير 2025، كانت جنوب إفريقيا من بين الدول المؤسسة لمجموعة لاهاي، وهي تحالف يضم تسع دول تشكلت للدفاع عن القانون الدولي فيما يتعلق بإسرائيل وفلسطين. وتعهدت الدول على وجه التحديد "بالوفاء بالتزاماتها بموجب نظام روما الأساسي فيما يتعلق بالمذكرات الصادرة في 21 نوفمبر 2024" ضد غالانت ونتنياهو، وكذلك منع مبيعات الأسلحة إلى إسرائيل. [95]
- جيبوتي: في خطاب ألقاه أمام جمعية الدول الأطراف في نظام روما الأساسي للمحكمة الجنائية الدولية في 4 ديسمبر 2024، قال سفير جيبوتي لدى بلجيكا عدن محمد ديليتا إن بلاده "ترحب ترحيبًا كاملاً" بقرار المحكمة الجنائية الدولية. وأضاف ديليتا أن البلاد "تلاحظ بقلق الانزعاج" الذي تسببت فيه المذكرات بين العديد من الدول الأطراف، وشدد على أنه "لا يمكن أن يكون هناك معايير مزدوجة في العدالة". [126]
- رومانيا: نشرت وزارة الخارجية منشورًا على منصة إكس يفيد بأنها تدعم القانون الدولي واستقلالية المحكمة الجنائية الدولية، بينما جادلت أيضًا بأنه "لا يوجد تكافؤ" بين إسرائيل من جهة، وحماس وحزب الله من جهة أخرى. [127]
- سلوفينيا صرح رئيس الوزراء روبرت غولوب أن سلوفينيا "ستمتثل بالكامل" لمذكرات الاعتقال. [128]
- سويسرا: أعلن المكتب الفيدرالي للعدالة [الإنجليزية] أن سويسرا ملزمة بالتعاون مع المحكمة الجنائية الدولية بموجب نظام روما الأساسي، وبالتالي ستعتقل نتنياهو أو غالانت إذا دخلوا أراضيها.[11]
- فرنسا: أعلنت المتحدثة باسم وزارة الخارجية الفرنسية، آن كلير لوجندر، أن فرنسا ستلتزم بالتصرف "بما يتماشى مع نظام المحكمة الجنائية الدولية"، إلا أنها أحجمت عن تأكيد ما إذا كان بنيامين نتنياهو سيواجه الاعتقال حال دخوله الأراضي الفرنسية، مشيرةً إلى أن المسألة "معقدة من الناحية القانونية". [77] وفي وقت لاحق، بدا أن وزير الخارجية، چيان نويل باروت، يؤكد أن المطلوبين سيتم القبض عليهم، حيث صرّح ردًا على سؤال مباشر بأن "فرنسا ستطبق القانون الدولي على الدوام". [129] لكن في تطور لافت بتاريخ 27 نوفمبر، أصدرت وزارة الخارجية الفرنسية بيانًا أوضحت فيه أن القادة الإسرائيليين قد يستفيدون من قواعد الحصانة الممنوحة لمسؤولي الدول التي ليست أطرافًا في المحكمة الجنائية الدولية، مما أضفى غموضًا على الموقف الفرنسي النهائي. [130][131]
- فنلندا: أشارت وزيرة الخارجية إلينا فالتونن إلى أن فنلندا، بصفتها دولة طرفًا في المحكمة الجنائية الدولية، لديها "التزام بالتعاون مع المحكمة بناءً على نظام روما الأساسي. وهذا يشمل أيضًا الالتزام باعتقال الأشخاص الصادرة بحقهم مذكرات توقيف إذا سافروا إلى الدول المتعاقدة." [132]
- كندا: أعلن رئيس الوزراء جاستن ترودو أن كندا ستلتزم "بالقانون الدولي".[11]
- كوبا: في الحادي والثلاثين من يناير عام 2025، كانت كوبا ضمن تسع دول أسست "مجموعة لاهاي"، وهو تحالفٌ تشكّل بهدف الدفاع عن القانون الدولي فيما يخص الصراع الإسرائيلي الفلسطيني. [95] وقد تعهدت الدول الأعضاء، على وجه الخصوص، بالوفاء بالتزاماتها المترتبة على نظام روما الأساسي بشأن مذكرات الاعتقال الصادرة في 21 نوفمبر 2024 بحق غالانت ونتنياهو، بالإضافة إلى التزامها بمنع مبيعات الأسلحة إلى إسرائيل. [95]
- كولومبيا: وصف الرئيس غوستافو بيترو الحكم بأنه "منطقي" و"واجب الامتثال"، واصفًا نتنياهو بأنه "مرتكب إبادة جماعية". [133] وأضاف أنه في حال تجاهل الرئيس الأمريكي جو بايدن للأمر، فإنه "سيقود العالم نحو الهمجية"، كما دعا قادة أوروبا الغربية إلى الامتثال لمذكرة التوقيف. [134] وفي 31 يناير 2025، انضمت كولومبيا إلى الدول المؤسسة "لمجموعة لاهاي"، وهو تحالف يضم تسع دول للدفاع عن القانون الدولي فيما يتعلق بإسرائيل وفلسطين. [95] وتعهدت هذه الدول بالوفاء بالتزاماتها بموجب نظام روما الأساسي بخصوص المذكرات الصادرة في 21 نوفمبر 2024 ضد غالانت ونتنياهو، ومنع مبيعات الأسلحة إلى إسرائيل. [95]
- لبنان: رحبت وزارة الخارجية اللبنانية بقرار إصدار مذكرات توقيف بحق نتنياهو وغالانت، معتبرةً إياه خطوة "تعيد الاعتبار للشرعية الدولية ومفهوم العدالة والقانون الدولي"، وتشكل "إدانة واضحة للجرائم التي اقترفتها إسرائيل بحق المدنيين". [135]
- ليتوانيا: أكدت وزارة الخارجية الليتوانية أن مذكرة التوقيف سيتم تنفيذها.[136][137]
- ماليزيا: رحب رئيس الوزراء الماليزي، أنور إبراهيم، بقرار المحكمة الجنائية الدولية، واصفًا إياه بأنه "انتصارٌ للذين يناصرون العدالة والإنسانية". [138] وفي 31 يناير 2025، كانت ماليزيا من بين الدول التسع المؤسسة "لمجموعة لاهاي"، وهو تحالف يهدف إلى الدفاع عن القانون الدولي فيما يتعلق بإسرائيل وفلسطين. وقد تعهدت الدول الأعضاء بالوفاء بالتزاماتها بموجب نظام روما الأساسي، خاصة فيما يتصل بمذكرات الاعتقال الصادرة في 21 نوفمبر 2024 بحق نتنياهو وغالانت، بالإضافة إلى التعهد بمنع مبيعات الأسلحة إلى إسرائيل. [95]
- مصر: أكد وزير الخارجية المصري، بدر عبد العاطي، على وجوب احترام القرارات الصادرة عن الهيئات الدولية، ومن ضمنها مذكرات التوقيف التي أصدرتها المحكمة الجنائية الدولية بحق نتنياهو وغالانت. [139]
- ناميبيا: أبدت وزارة الخارجية الناميبية ترحيبها بقرار إصدار مذكرات اعتقال بحق نتنياهو وغالانت، وحثت جميع الدول الأعضاء في الأمم المتحدة على التعاون الكامل مع المحكمة الجنائية الدولية. [140] كما كانت ناميبيا في 31 يناير 2025، من بين الدول المؤسسة "لمجموعة لاهاي"، وهو تحالف يضم تسع دول للدفاع عن القانون الدولي فيما يتعلق بإسرائيل وفلسطين. وتعهدت هذه الدول بالوفاء بالتزاماتها المنبثقة عن نظام روما الأساسي بشأن المذكرات الصادرة في 21 نوفمبر 2024، ومنع مبيعات الأسلحة إلى إسرائيل. [95]
- نيوزيلندا: في رده على سؤال صحفي حول ما إذا كانت بلاده ستعتقل نتنياهو وغالانت في حال دخولهما أراضيها، صرّح رئيس الوزراء كريستوفر لوكسون، قائلًا: "نعم، نحن ندعم المحكمة الجنائية الدولية [...] نؤمن بالنظام القائم على القواعد الدولية، وندعم المحكمة، وسنكون ملزمين بالقيام بذلك". [141]
- هندوراس: في 31 يناير 2025، انضمت هندوراس إلى الدول المؤسسة "لمجموعة لاهاي"، وهو تحالف مكون من تسع دول للدفاع عن القانون الدولي فيما يتعلق بإسرائيل وفلسطين. وقد تعهدت الدول الأعضاء بالوفاء بالتزاماتها بموجب نظام روما الأساسي فيما يخص المذكرات الصادرة بتاريخ 21 نوفمبر 2024 ضد نتنياهو وغالانت، وكذلك بمنع مبيعات الأسلحة إلى إسرائيل. [95]
- هنغاريا: أدان وزير الخارجية بيتر سيارتو قرار المحكمة الجنائية الدولية واصفًا إياه بأنه "مخزٍ وسخيف".[11]
- هولندا: أعلن وزير الخارجية كاسبار فيلدكامب [الإنجليزية] أن هولندا "تنفذ نظام روما الأساسي بنسبة 100%"، مما يجعلها أول دولة تعلن استعدادها لتنفيذ مذكرات التوقيف الصادرة عن المحكمة الجنائية الدولية.[73][10]